# Deckseuche
Als Deckseuche bezeichnet man bei der Begattung („Deckakt“) übertragene, seuchenhaft auftretende Infektionskrankheiten bei Tieren. Sie entsprechen vom Übertragungsmodus her den sexuell übertragbaren Erkrankungen des Menschen. Bei Nutztieren auftretende Deckseuchen verursachen teilweise erhebliche wirtschaftliche Schäden und unterliegen daher teilweise der tierseuchenrechtlichen Überwachung.
Als Deckseuchen werden angesehen:
- bei Pferden
  - Ansteckende Gebärmutterentzündung (Contagious Equine Metritis, CEM; Taylorella equigenitalis)
  - Beschälseuche (Dourine; Trypanosoma equiperdum)
  - Bläschenausschlag (Equines Herpesvirus 3)
- bei Rindern
  - Infektiöse Pustulöse Vulvovaginitis (Bovines Herpesvirus 1)
  - Brucellose (Brucella abortus)
  - Enzootischer Campylobacter-Abort („Vibrionenseuche“; Campylobacter fetus ssp. venerealis)
  - Trichomonadenseuche (Tritrichomonas foetus) (Bei Katzen verursacht ein anderer Stamm des Erregers Durchfall, → Tritrichomonose der Katze).
- bei Schafen und Ziegen
  - Brucellose (Brucella melitensis)
- bei Schweinen
  - Brucellose (Brucella suis)
- bei Feldhasen
  - Brucellose (Brucella suis)

Von diesen Deckseuchen sind in Deutschland die Beschälseuche, die Infektiöse Pustulöse Vulvovaginitis, die Rinder-, Schaf- und Ziegenbrucellose anzeigepflichtig und die Ansteckende Gebärmutterentzündung des Pferdes meldepflichtig. Die staatliche Überwachung der Vibrionen- und Trichomonadenseuche bei Rindern erfolgt durch die Verordnung zum Schutz gegen übertragbare Geschlechtskrankheiten der Rinder (Rinder-Deckinfektionen-Verordnung). Die Brucellosen von Schwein und Hund werden in Deutschland durch die Brucellose-Verordnung geregelt, in Österreich ist auch die Schweinebrucellose anzeigepflichtig.